# کورال اسپرینگز (فلوریدا)
کورال اسپرینگز (به انگلیسی: Coral Springs) شهری در شهرستان برووارد ایالت فلوریدا است که در سال ۱۹۶۳ بنیان‌گذاری شده‌است. این شهر طبق سرشماری سال ۲۰۱۰ میلادی، ۱۲۱٬۴۹۲ نفر جمعیت داشته و مساحت آن نیز ۶۲ کیلومتر مربع است.